# Because You Loved Me
"Because You Loved Me" is een nummer van de Canadese zangeres Céline Dion. Het nummer werd uitgebracht op haar album Falling into You uit 1996. Op 19 februari werd het nummer uitgebracht als de tweede single van het album.

## Achtergrond
"Because You Loved Me" is geschreven door Diane Warren en geproduceerd door David Foster. Zij hadden beiden al met Dion gewerkt op haar vorige Engelstalige albums. Het is een popballad waarin de zangeres iemand bedankt omdat deze haar door het leven begeleidde, haar aanmoedigde en haar altijd beschermde, waardoor zij is geworden wie zij is. Volgens Warren was het een eerbetoon aan haar vader. Het nummer diende als themalied voor de film Up Close & Personal, maar verscheen niet op de soundtrack.
"Because You Loved Me" was in Noord-Amerika de eerste single van Falling into You, terwijl het in Europa de tweede single was. Het werd de tweede nummer 1-hit van Dion in de Amerikaanse Billboard Hot 100, na "The Power of Love". Ook in haar thuisland Canada stond het bovenaan de hitlijsten, net als in Australië. In het Verenigd Koninkrijk behaalde het de vijfde plaats, en ook in Denemarken, Hongarije, Ierland, IJsland, Nieuw-Zeeland, Polen, Schotland en Zwitserland bereikte het de top 10. In Nederland kwam de single tot de vierde plaats in zowel de Top 40 als de Mega Top 50, terwijl in Vlaanderen de vijfde plaats in de Ultratop 50 werd gehaald.
Tijdens de Grammy Awards van 1997 werd "Because You Loved Me" genomineerd in de categorieën Record of the Year, Best Female Pop Vocal Performance en Song of the Year, en won het in de categorie Best Song Written for Visual Media. In de Juno Awards van dat jaar won het in de categorie Single of the Year. Ook werd het genomineerd voor een Oscar in de categorie Beste originele nummer en voor een Golden Globe in de categorie Best Original Song.

## Hitnoteringen

### Nederlandse Top 40
| Hitnotering: 11-05-1996 t/m 17-08-1996 | Hitnotering: 11-05-1996 t/m 17-08-1996 | Hitnotering: 11-05-1996 t/m 17-08-1996 | Hitnotering: 11-05-1996 t/m 17-08-1996 | Hitnotering: 11-05-1996 t/m 17-08-1996 | Hitnotering: 11-05-1996 t/m 17-08-1996 | Hitnotering: 11-05-1996 t/m 17-08-1996 | Hitnotering: 11-05-1996 t/m 17-08-1996 | Hitnotering: 11-05-1996 t/m 17-08-1996 | Hitnotering: 11-05-1996 t/m 17-08-1996 | Hitnotering: 11-05-1996 t/m 17-08-1996 | Hitnotering: 11-05-1996 t/m 17-08-1996 | Hitnotering: 11-05-1996 t/m 17-08-1996 | Hitnotering: 11-05-1996 t/m 17-08-1996 | Hitnotering: 11-05-1996 t/m 17-08-1996 | Hitnotering: 11-05-1996 t/m 17-08-1996 | Hitnotering: 11-05-1996 t/m 17-08-1996 |
| Week                                   | 1                                      | 2                                      | 3                                      | 4                                      | 5                                      | 6                                      | 7                                      | 8                                      | 9                                      | 10                                     | 11                                     | 12                                     | 13                                     | 14                                     | 15                                     |                                        |
| -------------------------------------- | -------------------------------------- | -------------------------------------- | -------------------------------------- | -------------------------------------- | -------------------------------------- | -------------------------------------- | -------------------------------------- | -------------------------------------- | -------------------------------------- | -------------------------------------- | -------------------------------------- | -------------------------------------- | -------------------------------------- | -------------------------------------- | -------------------------------------- | -------------------------------------- |
| Positie                                | 37                                     | 22                                     | 12                                     | 5                                      | 4                                      | 4                                      | 5                                      | 10                                     | 13                                     | 11                                     | 14                                     | 17                                     | 19                                     | 27                                     | 40                                     | uit                                    |

### Mega Top 50
| Hitnotering: 18-05-1996 t/m 24-08-1996 | Hitnotering: 18-05-1996 t/m 24-08-1996 | Hitnotering: 18-05-1996 t/m 24-08-1996 | Hitnotering: 18-05-1996 t/m 24-08-1996 | Hitnotering: 18-05-1996 t/m 24-08-1996 | Hitnotering: 18-05-1996 t/m 24-08-1996 | Hitnotering: 18-05-1996 t/m 24-08-1996 | Hitnotering: 18-05-1996 t/m 24-08-1996 | Hitnotering: 18-05-1996 t/m 24-08-1996 | Hitnotering: 18-05-1996 t/m 24-08-1996 | Hitnotering: 18-05-1996 t/m 24-08-1996 | Hitnotering: 18-05-1996 t/m 24-08-1996 | Hitnotering: 18-05-1996 t/m 24-08-1996 | Hitnotering: 18-05-1996 t/m 24-08-1996 | Hitnotering: 18-05-1996 t/m 24-08-1996 | Hitnotering: 18-05-1996 t/m 24-08-1996 | Hitnotering: 18-05-1996 t/m 24-08-1996 |
| Week                                   | 1                                      | 2                                      | 3                                      | 4                                      | 5                                      | 6                                      | 7                                      | 8                                      | 9                                      | 10                                     | 11                                     | 12                                     | 13                                     | 14                                     | 15                                     |                                        |
| -------------------------------------- | -------------------------------------- | -------------------------------------- | -------------------------------------- | -------------------------------------- | -------------------------------------- | -------------------------------------- | -------------------------------------- | -------------------------------------- | -------------------------------------- | -------------------------------------- | -------------------------------------- | -------------------------------------- | -------------------------------------- | -------------------------------------- | -------------------------------------- | -------------------------------------- |
| Positie                                | 41                                     | 20                                     | 9                                      | 4                                      | 4                                      | 6                                      | 11                                     | 12                                     | 12                                     | 12                                     | 16                                     | 18                                     | 23                                     | 29                                     | 36                                     | uit                                    |

### NPO Radio 2 Top 2000
| Nummer met noteringen in de NPO Radio 2 Top 2000 | '01  | '02 | '03  | '04  | '05  | '06  | '07  | '08  | '09  | '10  | '11  | '12  |
| ------------------------------------------------ | ---- | --- | ---- | ---- | ---- | ---- | ---- | ---- | ---- | ---- | ---- | ---- |
| Because You Loved Me                             | 1116 | 954 | 1382 | 1025 | 1182 | 1194 | 1002 | 1138 | 1546 | 1660 | 1776 | 1690 |

1. ↑  Een vetgedrukt getal geeft de hoogste notering aan.
2. ↑  2001 was het eerste jaar met een notering voor dit nummer.
3. ↑  Deze tabel is bijgewerkt tot en met de laatste editie (2024).